# Melipotinis
Els melipotinis (Melipotini) són una tribu de lepidòpters ditrisis de la família dels erèbids (Erebidae), subfamília Erebinae.

## Gèneres
- Boryzops
- Bulia
- Cissusa
- Drasteria
- Forsebia
- Ianius
- Litocala
- Melipotis
- Orodesma
- Panula
- Phoberia